# Pyŏktong-gun
Pyŏktong-gun (koreanska: 벽동군) är en kommun i Nordkorea.   Den ligger i provinsen Norra P'yŏngan, i den västra delen av landet, 170 km norr om huvudstaden Pyongyang.